# Missouria
Missouria ali Missouri (v njihovem jeziku Niúachi, piše se tudi Niutachi) so pleme ameriških staroselcev, ki je pred evropskim stikom izviralo iz regije Velikih jezer v današnjih Združenih državah Amerike. Pleme spada v vejo Chiwere jezikovne družine Siouan, skupaj s Ho-Chunk, Winnebago, Iowa in Otoe.
Skozi 17. in 18. stoletje je pleme živelo v skupinah blizu ustja reke Grand (Missouri) in reke Misuri na njenem sotočju z reko Misuri, ustja reke Misuri na njenem sotočju z reko Misisipi in v današnjem okrožju Saline, Misuri. Od indijanskega preseljevanja živijo predvsem v Oklahomi. Zvezno so priznani kot pleme Otoe-Missouria Indijancev, s sedežem v Red Rocku, Oklahoma.

## Ime
Francoski kolonisti so prilagodili obliko imena iz jezika Illinois za ljudi: Wimihsoorita, kar pomeni "Tisti, ki ima izdolbene kanuje". V svojem jeziku Siouan se Missouri imenujejo Niúachi, piše se tudi Niutachi, kar pomeni Ljudje ustja reke. Osage Nation jih je imenoval Waçux¢a, Quapaw pa Wa-ju'-xd¢ǎ.
Država Missouri in reka Missouri sta poimenovani po plemenu.

## Zgodovina

### 16. stoletje
Ustna zgodovina plemena pripoveduje, da so nekoč živeli severno od Velikih jezer, kjer so bili del večjega plemena, ki je vključevalo Ho-Chunk, Iowa in Otoe. Začeli so se seliti proti jugu v 16. stoletju.

### 17. stoletje
Na začetku 17. stoletja so Missouria živeli blizu sotočja rek Grand (Misuri) in Misuri, kjer so se naselili skozi 18. stoletje. Kasneje njihova ustna zgodovina pravi, da so se ločili od plemena Otoe, ki pripada isti veji Chiwere jezika Siouan, zaradi ljubezenske afere med otrokoma dveh plemenskih poglavarjev.
17. stoletje je Missouria prineslo težave. Sauk in Meskwaki (pleme Fox) so jih pogosto napadali. Njihovo družbo so še bolj razrušile visoke smrtne žrtve zaradi epidemij črnih koz in drugih evrazijskih nalezljivih bolezni, ki so spremljale stik z Evropejci. Francoski raziskovalec Jacques Marquette je stopil v stik s plemenom leta 1673 in utrl pot za trgovanje s Francozi.

### 18. stoletje
Missouria so se preselili zahodno od reke Misuri na ozemlje Osage Nation. V tem času so pridobili so konje in lovili bizone. Francoski raziskovalec Étienne de Veniard, Sieur de Bourgmont je obiskal ljudstvo v zgodnjih 1720-ih. Poročil se je s hčerko poglavarja Missouria. Naselila sta se v bližini, Veniard pa je sklenil zavezništva z ljudstvom. Leta 1723 je zgradil Fort Orleans kot trgovsko postajo blizu današnjega Brunswick, Missouri. Zaseden je bil do leta 1726.
Leta 1730 je napad plemen Sauk in Meskwaki skoraj uničil Missourie, ubitih je bilo na stotine pripadnikov plemena. Večina preživelih se je ponovno združila z plemenom Otoe, medtem ko so se nekateri pridružili plemenoma Osage in Kaw (Kansa). Po izbruhu črnih koz leta 1829 je preživelo manj kot 100 Missouria in vsi so se pridružili plemenu Otoe.

### 19. stoletje
Leta 1830 in 1854 so podpisali pogodbe z vlado ZDA, da bi odstopili svoja ozemlja v Misuriju. Preselili so se v rezervat Otoe-Missouria, ustanovljen na reki Big Blue na meji med Kansasom in Nebrasko. ZDA so pritiskale na obe plemeni, da bi odstopili več ozemelj leta 1876 in 1881.
Leta 1880 so se plemena razdelila na dve frakciji, Kojote, ki so bili tradicionalisti, in Kvekerje ki so bili asimilacionisti. Kojoti so se naselili v rezervatu Iowa na Indijanskem ozemlju. Kvekerji so se pogajali za majhen ločen rezervat na Indijanskem ozemlju. Do leta 1890 se je večina skupine Kojotov ponovno pridružila Kvekerjem v njihovem rezervatu.

### 20. stoletje
V skladu z Dawesovim zakonom so bili do leta 1907 člani plemen registrirani in so jim bile dodeljene posamezne parcele zemlje na gospodinjstvo. ZDA so vsako presežno skupno zemljo plemena razglasile za "presežek" in jo prodale evropsko-ameriškim naseljencem. Pleme se je združilo s plemenom Otoe.
Curtisov zakon je razpustil plemenska sodišča in vladne institucije, da bi asimiliral domorodce v glavno ameriško družbo in pripravil Indijansko ozemlje za državnost, vendar je pleme leta 1900 ustvarilo lasten sodni sistem. Missouria so bili v začetku 20. stoletja predvsem kmetje. Ko je bilo leta 1912 na njihovih ozemljih odkrito nafta, je vlada ZDA prisilila mnoge člane plemena, da so zapustili svoje parcele.

### 21. stoletje
Danes so Missouria del plemena Otoe-Missouria Indijancev. Vsak julij prirejajo tabor Otoe-Missouria in gostijo družabne plese in slovesnosti v Kulturnem centru Otoe-Missouria v Red Rocku v Oklahomi.

## Prebivalstvo
Po podatkih etnografa Jamesa Mooneyja je bilo prebivalstvo plemena približno 200 družin leta 1702; 1.000 ljudi leta 1780; 300 leta 1805; 80 leta 1829, ko so živeli z plemenom Otoe in 13 leta 1910. Od takrat so njihovo število prebivalcev združili s številom Otoe.